# Coupe du monde de pentathlon moderne 2007
Navigation
Édition précédente Édition suivante
La coupe du monde de pentathlon moderne 2007 s'est déroulée entre le 2 mars 2007 à Mexico (Mexique) et le 16 septembre 2007 à Pékin (Chine). La compétition est organisée par l'Union internationale de pentathlon moderne.
Cette compétition est composée de 6 manches et 1 finale. La finale est organisée à Pékin et tient lieu de test avant les Jeux olympiques d'été de 2008.

## Résultats

### Hommes
| Date              | Lieu      | Gagnant            | Second                 | Troisième              |
| 2 mars 2007       | Mexico    | Marcin Horbacz     | Ilia Frolov            | Aleksei Turkin         |
| 22 mars 2007      | Le Caire  | Eric Walther       | Michal Michalik        | Edvinas Krungolcas     |
| 12 avril 2007     | Millfield | Gabor Balogh       | Dmytro Kirpulyanskyy   | Edvinas Krungolcas     |
| 10 mai            | Budapest  | Andrei Moiseev     | Edvinas Krungolcas     | Eric Walther           |
| 24 mai 2007       | Drzonkow  | Libor Capalini     | Dennis Bowsher         | Nicholas Woodbridge    |
| 24 juin 2007      | Rome      | Libor Capalini     | Andrejus Zadneprovskis | David Svoboda          |
| 15 septembre 2007 | Pékin     | Edvinas Krungolcas | Eric Walther           | Andrejus Zadneprovskis |

### Femmes
| Date              | Lieu           | Gagnant               | Second               | Troisième          |
| 2 mars 2007       | Mexico         | Edita Maloszyc        | Sylvia Gawlikowska   | Michelle Kelly     |
| 22 mars 2007      | Le Caire       | Tatiana Mouratova     | Sheila Taormina      | Aya Medany         |
| 12 avril 2007     | Millfield      | Georgina Harland      | Lada Jienbalanova    | Sylvia Gawlikowska |
| 10 mai 2007       | Moscou         | Tatiana Mouratova     | Katy Livingston      | Heather Fell       |
| 24 mai 2007       | Szekesfehervar | Zsuzsanna Voros       | Georgina Harland     | Mhairi Spence      |
| 24 juin 2007      | Rome           | Anastasiya Prokopenko | Tatsiana Mazurkevich | Georgina Harland   |
| 15 septembre 2007 | Pékin          | Aya Medany            | Elena Rublevska      | Sara Bertoli       |